# Helen S. Mayberg
Helen Susan Mayberg (* 2. Januar 1956 in Südkalifornien) ist eine US-amerikanische Neurowissenschaftlerin an der Icahn School of Medicine at Mount Sinai. Sie ist bekannt für ihre Arbeiten zur tiefen Hirnstimulation zur Behandlung schwerer Depressionen.

## Leben und Wirken
Mayberg erwarb 1976 an der University of California, Los Angeles einen Master in Psychobiologie und 1981 an der University of Southern California einen M.D. als Abschluss des Medizinstudiums. Ihre Facharztausbildung in Neurologie erhielt sie an der Columbia University, gefolgt von einem Forschungsaufenthalt bei Henry Wagner in der Abteilung für Nuklearmedizin der Johns Hopkins University. Nach ersten akademischen Stationen an der Johns Hopkins University und dem University of Texas Health Science Center in San Antonio erhielt sie 1999 den Gründungslehrstuhl für Neuropsychiatrie an der University of Toronto. An der Emory University war sie ab 2003, wo sie zuletzt den Lehrstuhl für Psychiatrische Bildgebung und Therapie innehatte, bevor sie 2018 an die Icahn School of Medicine at Mount Sinai wechselte. Hier ist sie (Stand Dezember 2022) Professorin für Neurotherapie und Gründungsdirektorin des Nash Family Center for Advanced Circuit Therapeutics.
Mayberg entwickelte aufgrund bildgebender Befunde, die eine Funktionsstörung bestimmter corticolimbischer Bahnen (Nervenbahnen zwischen Großhirnrinde und limbischem System) bei schweren Depressionen zeigten, das Konzept der tiefen Hirnstimulation (DBS) des Brodmann-Areals 25 (BA25, subgenualer Cortex) bei medikamentös nicht behandelbarer schwerer Depression. Sie konnte zeigen, dass bestimmte Befunde in der MR-Traktographie mit Erfolg bzw. Misserfolg der DBS korrelieren.
Mayberg hat laut Google Scholar einen h-Index von 106, laut Datenbank Scopus einen von 92 (jeweils Stand Dezember 2022).

## Auszeichnungen (Auswahl)
- 2008 Mitglied des Institute of Medicine (heute National Academy of Medicine)[5]
- 2013 Fellow der American Association for the Advancement of Science
- 2013 Pasarow Award für Neuropsychiatrie[6]
- 2017 Mitglied der American Academy of Arts and Sciences[7]
- 2022 Mitglied der National Academy of Sciences[8]
- 2022 Anna-Monika Prize (1. Preis)